# Hraničné
Hraničné este o comună slovacă, aflată în districtul Stará Ľubovňa din regiunea Prešov. Localitatea se află la altitudinea de 534 m deasupra n.m., se întinde pe o suprafață de 7,54 km2 și în 2017 număra 185 de locuitori.

## Istoric
Localitatea Hraničné este atestată documentar din 1342.

## Demografie
| An:                | 1994 | 2004    | 2014    | 2024   |
| ------------------ | ---- | ------- | ------- | ------ |
| Număr de persoane: | 255  | 219     | 187     | 177    |
| Diferență:         |      | −14,11% | −14,61% | −5,34% |

| An:                | 2023 | 2024   |
| ------------------ | ---- | ------ |
| Număr de persoane: | 179  | 177    |
| Diferență:         |      | −1,11% |